# Remondis

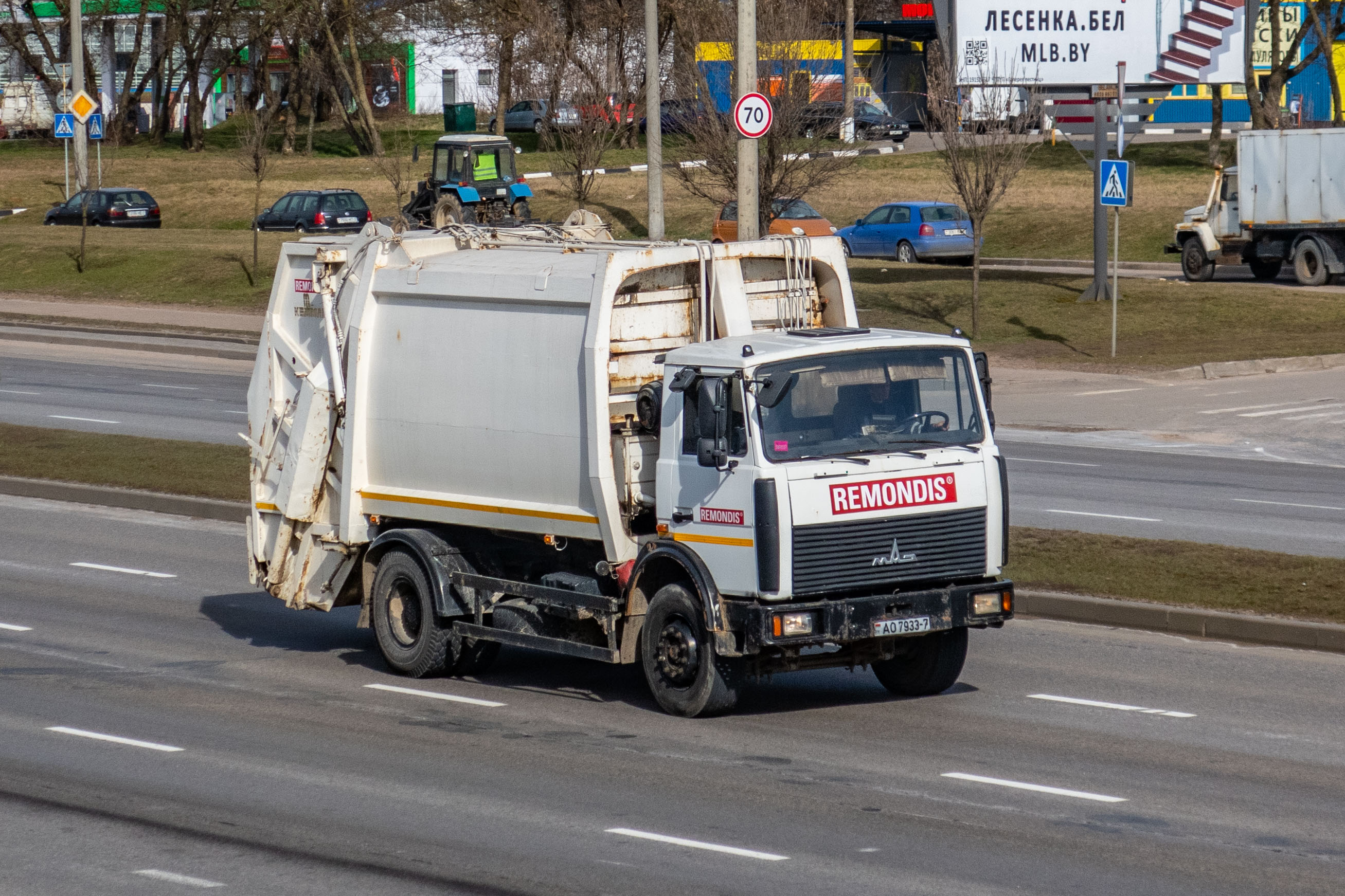
Vuilniswagen van Remondis in Minks, Wit Rusland.

Remondis is een Duits multinationaal bedrijf dat zich richt op recycling, waterbeheer, industriële en gemeentelijke diensten wiens hoofdkantoor in Lünen ligt. Wereldwijd gezien behoort deze firma tot een van de grootste recyclingbedrijven. Remondis is werkzaam in meer dan 800 locaties in minstens 30 landen waarin totaal meer dan 30.000 werknemers werkzaam zijn die een geschatte omzet van 6,4 miljard euro opbrachten in 2018.
Het concern maakt deel uit van de Rethmann Groep.